# Jelma
Jelma o Jilma o Djilma o Djelma (àrab: جلمة, Jilma) és una ciutat de Tunísia a la governació de Sidi Bouzid, situada uns 30 km al nord-est de la ciutat de Sidi Bou Zid. A l'oest té el Djebel Hamra i a l'est les muntanyes del Djebel Lassoula, més modestes. La ciutat té uns 8.000 habitants i és capçalera d'una delegació amb 37.670 habitants al cens del 2004.

## Infraestructures
Té estació de ferrocarril.

## Economia
La seva activitat principal és agrícola amb cereals, llegums i fruites, i una mica de ramaderia.

## Administració
Com a delegació o mutamadiyya, duu el codi geogràfic 43 53 (ISO 3166-2:TN-12) i està dividida en onze sectors o imades:
- Jilma Est (43 53 51)
- Jilma Ouest (43 53 52)
- Lazirek (43 53 53)
- Selta (43 53 54)
- Zoghmar (43 53 55)
- Ghedir Ezzitoun (43 53 56)
- Baten Elghézel Sud (43 53 57)
- Baten Elghézel Nord (43 53 58)
- El Adhla (43 53 59)
- El Hamima (43 53 60)
- El Abaiedh (43 53 61)

Al mateix temps, forma una municipalitat o baladiyya (codi geogràfic 43 12).